# Министерство на енергетиката и енергийните ресурси
Министерство на енергетиката и енергийните ресурси е министерство в България, съществувало от декември 2001 до август 2005 г.

## История
Основа за създаването му е приетият на 21 декември 2001 г. от Народното събрание – Закон за изменение и допълнение на Закона за енергетиката и енергийната ефективност, в което бившата Държавна агенция по енергетика и енергийни ресурси получава ранг на министерство.
Министерството съществува до 2005 г., когато е слято с Министерство на икономиката в новото Министерство на икономиката и енергетиката.

## Министри на енергетиката и енергийните ресурси (2001-2005)
| правителство | име                 | дати                                | партия       | партия |
| ------------ | ------------------- | ----------------------------------- | ------------ | ------ |
| 88           | Милко Ковачев       | 21 декември 2001 – 23 февруари 2005 | НДСВ         |        |
| 88           | Мирослав Севлиевски | 23 февруари 2005 – 17 август 2005   | Новото време |        |